# Buparellus insolitus
Buparellus insolitus is een hooiwagen uit de familie Beloniscidae. De wetenschappelijke naam van Buparellus insolitus gaat terug op Suzuki, 1985.